# Molières 2020
La 32e cérémonie des Molières se déroule le 23 juin 2020 sans public au Théâtre du Châtelet à Paris et est présentée par Marie-Sophie Lacarrau. Elle est retransmise sur France 2.
La cérémonie devait avoir lieu le 17 mai 2020 mais a été reportée en raison de la pandémie de Covid-19.
Les nommés sont connus le 17 mai 2020.

## Palmarès

### Molière du comédien dans un spectacle de théâtre public
- Christian Hecq dans La Mouche, d’après George Langelaan, mise en scène Valérie Lesort et Christian Hecq
  - Simon Abkarian dans Électre des bas-fonds, de Simon Abkarian, mise en scène Simon Abkarian
  - Philippe Torreton dans La Vie de Galilée, de Bertolt Brecht, mise en scène Claudia Stavisky
  - Michel Vuillermoz dans Angels in America, de Tony Kushner, mise en scène Arnaud Desplechin

### Molière du comédien dans un spectacle de théâtre privé
- Niels Arestrup dans Rouge, de John Logan, adaptation Jean-Marie Besset, mise en scène Jérémie Lippmann
  - Édouard Baer dans Les Élucubrations d’un homme soudain frappé par la grâce, d’Édouard Baer, mise en scène Isabelle Nanty et Édouard Baer
  - Sébastien Castro dans J’ai envie de toi, de Sébastien Castro, mise en scène José Paul
  - Guillaume de Tonquédec dans Sept Ans de réflexion, de George Axelrod, mise en scène Stéphane Hillel

### Molière de la comédienne dans un spectacle de théâtre public
- Christine Murillo dans La Mouche, d’après George Langelaan, mise en scène Valérie Lesort et Christian Hecq
  - Isabelle Adjani dans Opening Night, d’après John Cassavetes, mise en scène Cyril Teste
  - Isabelle Carré dans Détails, de Lars Norén, mise en scène Frédéric Bélier-Garcia
  - Géraldine Martineau dans Pompier(s), de Jean-Benoît Patricot, mise en scène Catherine Schaub

### Molière de la comédienne dans un spectacle de théâtre privé
- Béatrice Agenin dans Marie des poules - gouvernante chez George Sand, de Gérard Savoisien, mise en scène Arnaud Denis
  - Catherine Arditi dans Madame Zola, de Annick Le Goff, mise en scène Anouche Setbon
  - Léa Drucker dans La Dame de chez Maxim, de Georges Feydeau, mise en scène Zabou Breitman
  - Élodie Navarre dans Les Beaux, de Léonore Confino, mise en scène Côme de Bellescize

### Molière du comédien dans un second rôle
- Jean Franco dans Plus haut que le ciel, de Julien Lefebvre et Florence Lefebvre, mise en scène Jean-Laurent Silvi
  - Pierre Forest dans Madame Zola, de Annick Le Goff, mise en scène Anouche Setbon
  - Jérémy Lopez dans La Puce à l'oreille, de Georges Feydeau, mise en scène Lilo Baur
  - Alexis Moncorgé dans Rouge, de John Logan, adaptation Jean-Marie Besset, mise en scène Jérémie Lippmann
  - Frédéric Pierrot dans Opening night, d’après John Cassavetes, mise en scène Cyril Teste
  - Stéphan Wojtowicz dans La Mouche, d’après George Langelaan, mise en scène Valérie Lesort et Christian Hecq

### Molière de la comédienne dans un second rôle
- Dominique Blanc dans Angels in America, de Tony Kushner, mise en scène Arnaud Desplechin
  - Emmanuelle Bougerol dans Suite française, d’Irène Némirovsky, mise en scène Virginie Lemoine
  - Céline Esperin dans Est-ce que j’ai une gueule d’Arletty ?, de Éric Bu et Élodie Menant, mise en scène Johanna Boyé
  - Valérie Lesort dans La Mouche, d’après George Langelaan, mise en scène Valérie Lesort et Christian Hecq
  - Ophélia Kolb dans Détails, de Lars Norén, mise en scène Frédéric Bélier-Garcia
  - Héloïse Wagner dans Plus haut que le ciel, de Julien Lefebvre et Florence Lefebvre, mise en scène Jean-Laurent Silvi

### Molière de la révélation masculine
- Brice Hillairet dans La Souricière, d’Agatha Christie, mise en scène Ladislas Chollat
  - Jean Chevalier dans Fanny et Alexandre, d’Ingmar Bergman, mise en scène Julie Deliquet
  - Grégory Corre dans Les Passagers de l’aube, de Violaine Arsac, mise en scène Violaine Arsac
  - Teddy Melis dans Dom Juan, de Molière, mise en scène Jean-Philippe Daguerre

### Molière de la révélation féminine
- Élodie Menant dans Est-ce que j’ai une gueule d’Arletty ?, de Éric Bu et Élodie Menant, mise en scène Johanna Boyé
  - Pauline Clément dans La Puce à l'oreille, de Georges Feydeau, mise en scène Lilo Baur
  - Aurore Frémont dans Électre des bas-fonds de Simon Abkarian, mise en scène Simon Abkarian
  - Marie-Camille Soyer dans Une histoire d’amour, d’Alexis Michalik, mise en scène Alexis Michalik

### Molière du théâtre public
- Électre des bas-fonds de Simon Abkarian, mise en scène Simon Abkarian, Compagnie des 5 roues
  - Contes et Légendes de Joël Pommerat, mise en scène Joël Pommerat, Nanterre-Amandiers
  - La Mouche, d’après George Langelaan, mise en scène Valérie Lesort et Christian Hecq, Théâtre des Bouffes-du-Nord
  - La Puce à l'oreille, de Georges Feydeau, mise en scène Lilo Baur, Comédie-Française, Salle Richelieu

### Molière du théâtre privé
- Marie des poules - gouvernante chez George Sand de Gérard Savoisien, mise en scène Arnaud Denis, Théâtre du Petit-Montparnasse
  - Les Beaux de Léonore Confino, mise en scène Côme de Bellescize, Théâtre du Petit Saint Martin
  - Une histoire d’amour d’Alexis Michalik, mise en scène Alexis Michalik, Scala (Paris)
  - Rouge de John Logan, adaptation Jean-Marie Besset, mise en scène Jérémie Lippmann, Théâtre Montparnasse

### Molière de l'auteur francophone vivant
- Simon Abkarian pour Électre des bas-fonds
  - Pauline Bureau pour Hors la loi
  - Léonore Confino pour Les Beaux
  - Alexis Michalik pour Une histoire d’amour
  - Gérard Savoisien pour Marie des poules - gouvernante chez George Sand
  - Joël Pommerat pour Contes et Légendes

### Molière du metteur en scène d'un spectacle de théâtre public
- Simon Abkarian pour Électre des bas-fonds de Simon Abkarian
  - Lilo Baur pour La Puce à l'oreille de Georges Feydeau
  - Pauline Bureau pour Hors la loi de Pauline Bureau
  - Joël Pommerat pour Contes et Légendes de Joël Pommerat

### Molière du metteur en scène d'un spectacle de théâtre privé
- Alexis Michalik pour Une histoire d’amour d’Alexis Michalik
  - Zabou Breitman pour La Dame de chez Maxim de Georges Feydeau
  - Arnaud Denis pour Marie des poules - gouvernante chez George Sand de Gérard Savoisien
  - Jérémie Lippmann pour Rouge de John Logan, adaptation Jean-Marie Besset

### Molière de la comédie
- La Vie trépidante de Brigitte Tornade de Camille Kohler, mise en scène Eléonore Joncquez, Théâtre Tristan-Bernard
  - Deux Euros vingt de Marc Fayet, mise en scène José Paul, Théâtre Rive Gauche
  - J’ai envie de toi de Sébastien Castro, mise en scène José Paul, Théâtre Fontaine
  - Père ou Fils de Clément Michel, mise en scène David Roussel et Arthur Jugnot, Théâtre de la Renaissance

### Molière du spectacle musical
- Est-ce que j’ai une gueule d’Arletty ? de Éric Bu et Élodie Menant, mise en scène Johanna Boyé, Théâtre du Petit-Montparnasse
  - Frou frou les bains de Patrick Haudecoeur, mise en scène Patrick Haudecoeur, Théâtre Édouard-VII
  - Hen de Johanny Bert, mise en scène Johanny Bert, Théâtre de Romette
  - Jean Louis XIV de Nicolas Lumbreras, mise en scène Nicolas Lumbreras, Théâtre des Béliers parisiens

### Molière de l'humour
- Alex Lutz de Alex Lutz et Tom Dingler, mise en scène Tom Dingler
  - Bérengère Krief dans Amour, de Bérengère Krief, mise en scène Nicolas Vital et Bérengère Krief
  - Nora Hamzawi de Nora Hamzawi
  - Muriel Robin dans Et pof !, de Muriel Robin et Pierre Palmade, mise en scène Muriel Robin et Roger Louret

### Molière seul(e) en scène
- Monsieur X avec Pierre Richard, de Mathilda May, mise en scène Mathilda May, Théâtre de l’Atelier
  - L'Effort d’être spectateur avec Pierre Notte, de Pierre Notte, mise en scène Pierre Notte, Cie Les gens qui tombent
  - Féministe pour homme avec Noémie de Lattre, mise en scène Noémie de Lattre avec la collaboration de 38 artistes et l'aide de Grégoire Gouby, SDD Alexandra Henry, Théâtre La Pépinière
  - Ma langue maternelle va mourir et j’ai du mal à vous parler d’amour avec Yannick Jaulin, de Yannick Jaulin, Le Beau Monde ? Cie Yannick Jaulin

### Molière du jeune public
- La Petite Sirène d’après Hans Christian Andersen, mise en scène Géraldine Martineau, Studio-Théâtre de la Comédie-Française.
  - Pinocchio le conte musical, livret Ely Grimaldi et Igor de Chaillé, mise en scène Guillaume Bouchède, Théâtre des Variétés et Théâtre de Paris
  - Le Tour du monde en 80 jours de Ludovic-Alexandre Vidal et Julien Salvia, mise en scène David Rozen, Théâtre Mogador
  - Les Yeux de Taqqi de Frédéric Chevaux, mise en scène Cédric Revollon, Cie Paname Pilotis

### Molière de la création visuelle
- La Mouche d’après George Langelaan, mise en scène Valérie Lesort et Christian Hecq. Scénographie : Audrey Vuong, costumes : Moïra Dougue, lumière : Pascal Laajili, vidéo : Antoine Roegiers, Eric Perroys, musique : Dominique Bataille, Bruno Polius, Effets spéciaux : Carole Allemant et Valérie Lesort, Théâtre des Bouffes du Nord
  - Contes et Légendes de Joël Pommerat, mise en scène Joël Pommerat. Scénographie : Éric Soyer, costumes : Isabelle Deffin, lumière : Éric Soyer, musique : Antonin Leymarie, Compagnie Louis Brouillard, Nanterre-Amandiers
  - Cirque Le Roux – La nuit du cerf de Compagnie Le Roux, mise en scène Charlotte Saliou. Scénographie : MOA, Benoît Probst, costumes: Clarisse Baudinière, lumière:  Pierre Berneron, musique: Alexandra Stréliski, Théâtre-Libre
  - Rouge de John Logan, adaptation Jean-Marie Besset, mise en scène Jérémie Lippmann. Scénographie : Jacques Gabel, costumes : Colombe Lauriot-Prévost, lumière: Joël Hourbeigt, musique: Fabrice Naud, Théâtre Montparnasse

## Audiences
La cérémonie a rassemblé 1.019.000 téléspectateurs et 5% de parts de marchés.